# Abakar Oumar
Abakar Oumar est un footballeur international tchadien né le 1er septembre 1979 à Ndjamena. Il évolue actuellement à Arras en CFA2 et exerce en parallèle la profession de coordinateur agent de maîtrise chez Peugeot.

## Carrière

### En club
Abakar Oumar arrive en France à l'âge de 19 ans, recruté par le club d'Arras en 2000. Il reste sept saisons dans ce club avant de s'engager dans un autre club nordiste en 2007, le CS Avion. Il a d'ailleurs fait partie en 2008 de l'équipe d'Avion arrivant jusqu'en 32es de finale de la Coupe de France, éliminée 0-3 au Stade Bollaert par Lille. En 2011, il retrouve son club formateur d'Arras avec lequel il atteint à nouveau les 32es de finale de la Coupe de France en 2013, contre le Paris Saint-Germain (défaite 3-4).

### En sélection
Abakar Oumar a honoré dans sa carrière deux sélections pour le Tchad dont l'une face au Liberia de George Weah en 2000 pour les qualifications à la Coupe du monde 2002.